# ميزان بسكول

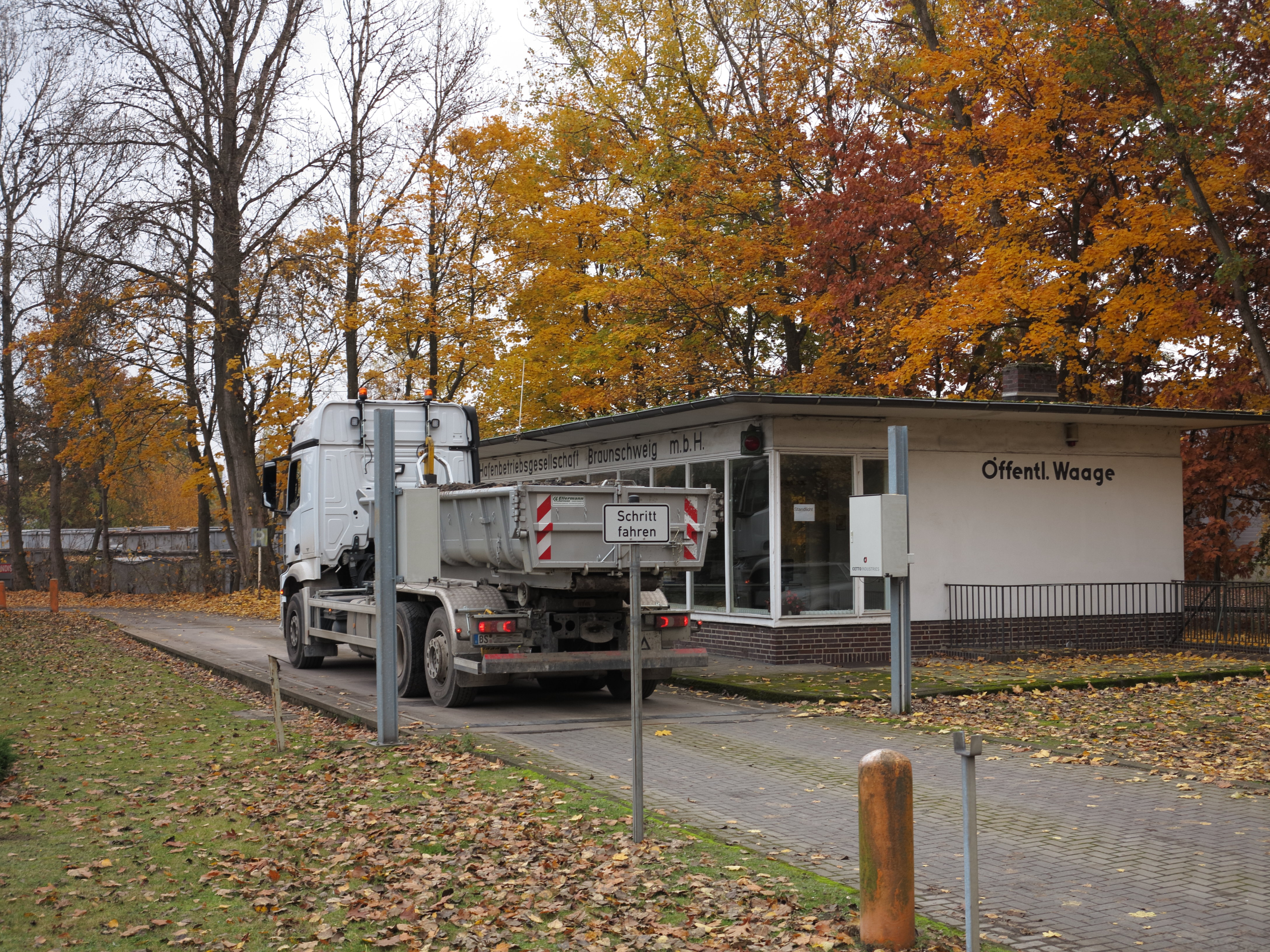

ميزان البسكول أو ميزان الشاحنات كما يسمى أيضًا ميزان السيارات (بالإنجليزية: Truck scale)‏ هو ميزان يستخدم لوزن الشاحنات. وهو عبارة عن ميزان تقف عليه الشاحنة ويتصل الميزان بغرفة حاسب يقوم بحساب وطباعة الوزن. الهدف من عملية وزن الشاحنات هي عندما نحتاج لحساب وزن معين. ولنفترض شاحنة من الحديد ونريد حساب وزن الحديد بهذه الشاحنة. تصعد الشاحنة بالحديد على الميزان ويحسب الوزن. ثم تصعد الشاحنة فارغة على الميزان. ويحسب الوزن. و نجد أن وزن الحديد في هذه الحالة هو وزن الشاحنة بالحديد نقص وزن الشاحنة بدون الحديد.